# Saredon
Saredon – wieś w Anglii, w hrabstwie Staffordshire, w dystrykcie South Staffordshire. Leży 16 km na południe od miasta Stafford i 186 km na północny zachód od Londynu.